# Аван, Пол Малонг
 Пол Малонг Аван (англ. Paul Malong Awan) — военный и политический деятель Южного Судана. Занимал должность губернатора Северного Бахр-эль-Газаля с 27 марта 2008 года по 2014 год.

## Биография
В детстве посещал школу в родной деревне. В конце 1965 года его отец был убит, и Пол Малонг переехал в Эль-Муглад, где окончил начальную школу в 1969 году. Затем получил среднее образование в Хартуме, где присоединился к формированию подпольного движения Аньяня II в Бахр-эль-Газале. У него более 100 жен.
Во время погромов против нуэров в 2013 году многие убийства были совершены группой, известной как «Dot Ke Beny» («Спасение президента») или «Mathiang Anoor» («Коричневая гусеница»), ополчением динка, сформированные для защиты президента Сальваторе Киира и Поля Малонга Авана. США настаивали на введении эмбарго на поставки оружия и санкциях против Риека Мачара и начальника штаба армии Пола Малонга Авана через Совет Безопасности ООН, но не получили достаточного количества голосов для их принятия в декабре 2016 года.
В апреле 2014 года был назначен начальником генерального штаба вооружённых сил Южного Судана президентом Сальваторе Кииром. Сменив на этой должности Джеймса Хот Мая. После того, как потерял сознание в Джубе в декабре 2016 года, был доставлен в Кению для лечения в госпитале Найроби.
В мае 2017 года президент Южного Судана Сальваторе Киир издал указ о снятии Пола Малонга с должности и о назначении генерала Джеймса Аджонга Мавута. Пол Малонг покинул Джубу со своими сослуживцами. Было предположение, что они поднимут восстание, поэтому их попросили вернуться в Джубу, прежде чем достигнут места назначения. Он опроверг обвинения в эфире «Eye Radio»: «Я хочу жить как нормальный человек, так как вы знаете, что в мае месяце начинается земледелие; мои тракторы уже в поле, поэтому вы видели, как я направляюсь в Авейль». Также дал интервью «Radio Miraya FM» (радиостанции Организации Объединённых Наций): «Всё, что было сказано, не правда, потому что, если бы я хотел устроить проблему, то сделал бы это в Джубе».
В августе 2017 года было опубликовано обращение Люси Аяк, одной из жён Пола Малонга, что он находится под домашним арестом и нуждается в медицинской помощи. Правительство Южного Судара первоначально отрицало домашний арест генерала Авана, но позже признало, что он действительно находился под стражей. После нескольких апелляций был освобождён по медицинским показаниям, и ему разрешили поехать в Найроби для лечения. После его прибытия в Кению обвинения в мятеже против правительства Сальваторе Киира начали вновь циркулировать, но его оппоненты быстро опровергли это как пропаганду. Однако, 9 апреля 2018 года генерал Аван официально объявил о создании повстанческого формирования, Объединённого фронта Южного Судана, для свержения правительства Сальваторе Киира.